# Naft Al-Wasat Sports Club
El Naft Al-Wasat Sports Club (en árabe: نادي نفط الوسط الرياضي‎) es un club deportivo con sede en la ciudad de Najaf, Irak. Es conocido principalmente por su equipo de fútbol profesional, que juega en la Liga Premier de Irak.

## Historia
Fundado en 2008, el club es propiedad de la Midland Oil Company, una empresa estatal de petróleos y la cuarta compañía petrolera de Irak. El Naft Al-Wasat pasó sus cinco primeras temporadas en la División 1 de Irak sin resultados significativos, hasta que consiguió el ascenso a la Liga Premier en la temporada 2013-14. En su primera temporada en la máxima categoría, El Naft Al-Wasat Naft se proclamó campeón por primera vez en su historia al lograr el título de la Liga Premier de Irak 2014-15.
Con el título obtenido en la temporada 2014-15, El Naft Al-Wasat se convirtió en el segundo equipo que se corona campeón de la Liga Premier en su temporada debut, logro alcanzado anteriormente por el Al-Zawra'a en la temporada 1975-76. El club es también el primer equipo de la ciudad de Najaf y el quinto equipo fuera de la capital Bagdad en lograr conquistar la liga desde su inicio en 1974.

## Palmarés

### Torneos nacionales
- Liga Premier de Irak (1):

2014-15